# Odeon di Lione
L'Odeon di Lione è un piccolo teatro romano (più precisamente un odeon) che si trova a Lione vicino alla sommità della collina Fourvière.
L'Odeon si trova accanto al Teatro antico con cui forma una coppia archeologica molto rara nel mondo romano, tanto che nella Gallia solo Vienne possedeva un teatro accompagnato da un odeon.
La costruzione dell'Odeon risale al periodo tra la fine del I secolo e l'inizio del II secolo e il suo diametro di 73 metri lo rendeva uno dei più grandi dell'Impero. Le rovine  dell'Odeon erano ancora visibili nel XVI secolo e per errore vennero scambiate con quelle dell'anfiteatro dove avvenne la persecuzione di Lione del 177.
L'Odeon ha una capienza di 3.000 posti, inferiore a quella solita dei teatri romani, ulteriore indizio che fa propendere per una classificazione come odeon, cioè un edificio coperto utilizzato per gli spettacoli musicali e le letture e probabilmente anche come sala riunioni dei notabili della città.
Insieme ad altri edifici del centro storico di Lione, dal 1998 è incluso tra i Patrimoni dell'umanità dell'UNESCO.